# L'Honneur de son fils
Pour plus de détails, voir Fiche technique et Distribution.
L'Honneur de son fils (Her Honor, the Governor) est un film muet américain réalisé par Chester Withey et sorti en 1926.

## Fiche technique
- Titre : L'Honneur de son fils
- Titre original : Her Honor, the Governor
- Réalisation : Chester Withey
- Assistant-réalisateur : Doran Cox
- Scénario : Doris Anderson, Hyatt Daab, Weed Dickinson
- Photographie : André Barlatier
- Montage :
- Producteur : Joseph P. Kennedy
- Société de production : R. C. Pictures
- Société de distribution : Film Booking Offices of America
- Pays d'origine :  États-Unis
- Langue : film muet avec les intertitres en anglais
- Format : Noir et blanc — 35 mm — 1,33:1 — Muet
- Genre : Drame
- Durée : 70 minutes (1 h 10)
- Dates de sortie : 
  - États-Unis : 19 juillet 1926
  - Royaume-Uni : 21 novembre 1927
  - Portugal : 2 avril 1928

## Distribution
- Pauline Frederick : Adele Fenway
- Carroll Nye : Bob Fenway
- Greta von Rue : Marian Lee
- Tom Santschi : Richard Palmer
- Stanton Heck : Jim Dornton
- Boris Karloff : Snipe Collins
- Jack Richardson : Slade
- Charles McHugh :
- Kathleen Kirkham :
- William Worthington :